# Lubin (Landgemeinde)
Die gmina wiejska Lubin [ˈlubjin] ist eine selbständige Landgemeinde im Powiat Lubiński der Woiwodschaft Niederschlesien in Polen. Ihr Verwaltungssitz befindet sich in der Stadt Lubin (deutsch Lüben). Die Landgemeinde, zu der die Stadt Lubin selbst nicht gehört, hat eine Fläche von 290 km², auf der (Stand: 31. Dezember 2020) 16.521 Einwohner leben.

## Geographie

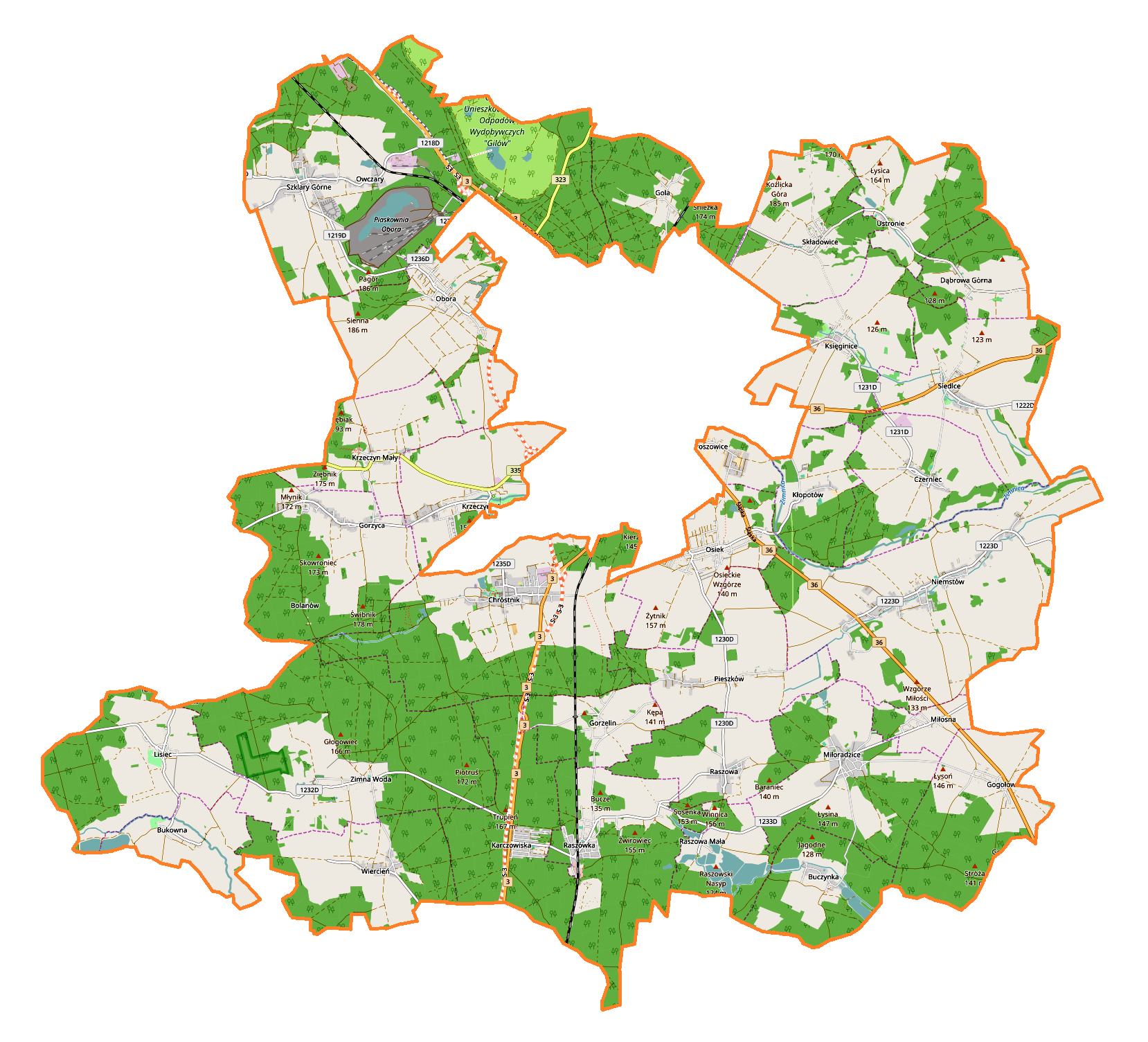
Karte der Landgemeinde

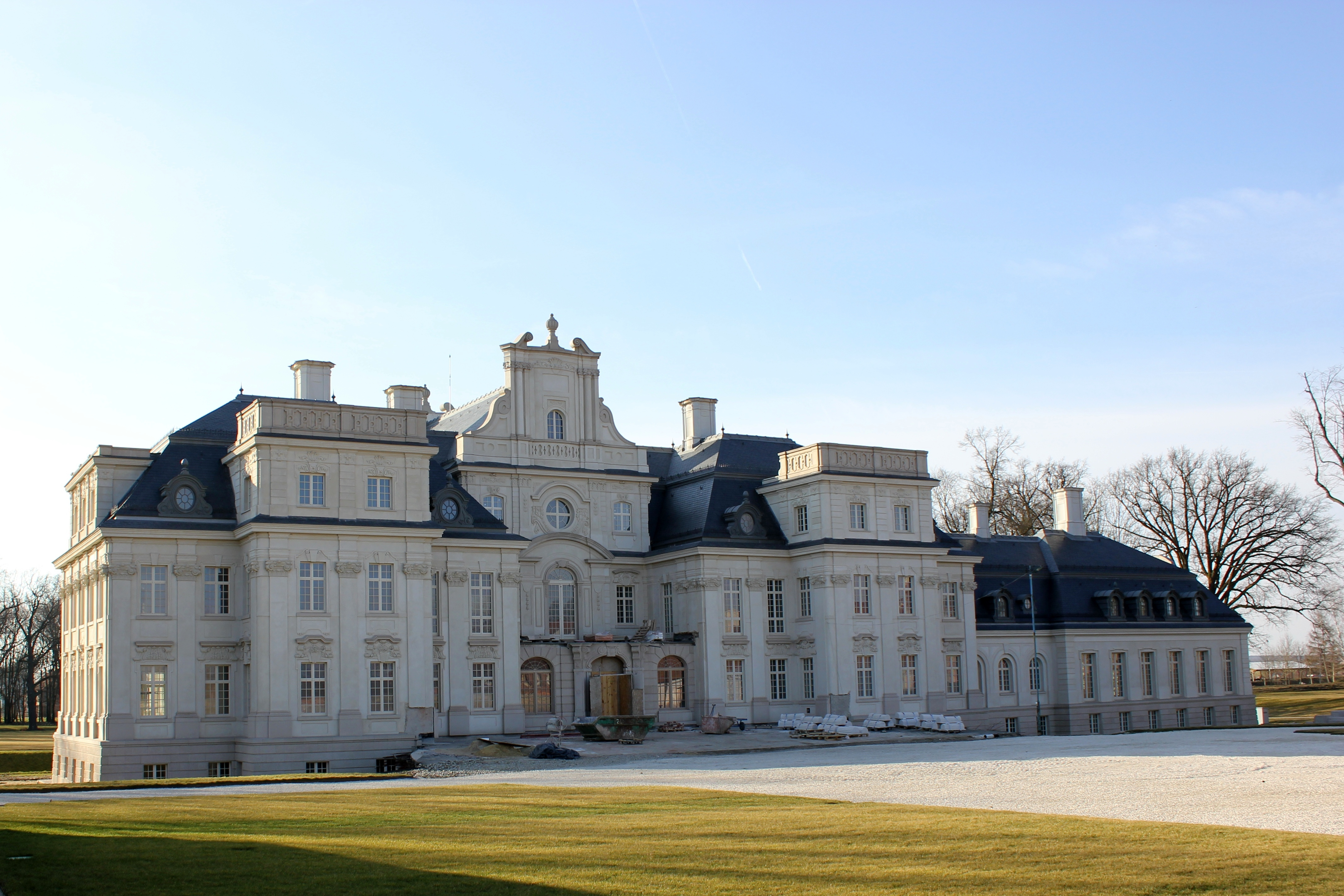
Schloss Brauchitschdorf

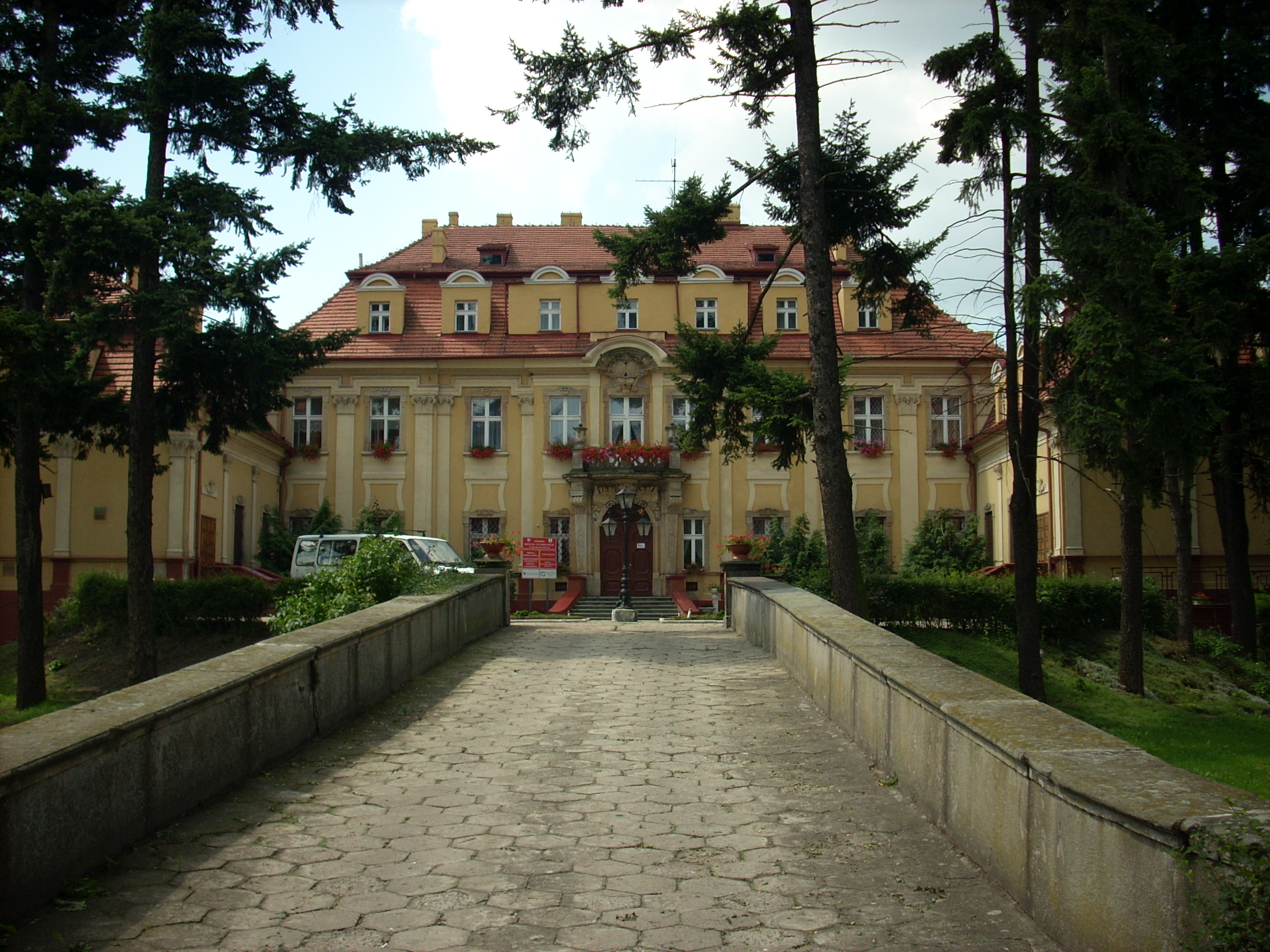
Schloss Ober Gläsersdorf

Die Landgemeinde liegt in Niederschlesien, etwa 70 km nordwestlich von Breslau, 20 km nördlich von Legnica (Liegnitz). Ihr Gebiet umgibt die Stadt Lubin an allen Seiten.

## Geschichte
Von 1975 bis 1998 gehörte die Landgemeinde zur Woiwodschaft Legnica.

## Gemeindegliederung
Die Landgemeinde Lubin besteht aus folgenden Ortschaften mit Schulzenämtern:
| - Buczynka (Buchwäldchen) - Bukowna (Buchwald) - Chróstnik (Brauchitschdorf) - Czerniec (Schwarzau) - Dąbrowa Górna (Ober Dammer) - Gogołowice (Gugelwitz) - Gola (Guhlau) - Gorzelin (Fauljoppe) - Gorzyca (Lerchenborn) - Karczowiska (Neurode) - Kłopotów (Klaptau) - Krzeczyn Mały (Klein Krichen) - Krzeczyn Wielki (Groß Krichen) - Księginice (Kniegnitz) - Lisiec (Fuchsmühl) - Miłoradzice (Mühlrädlitz) | - Miłosna (Ischerey) - Miroszowice (Muckendorf) - Niemstów (Herzogswaldau) - Obora (Oberau) - Osiek (Ossig) - Pieszków (Petschkendorf) - Raszowa (Reichen) - Raszowa Mała (Klein Reichen) - Raszówka (Vorderheide) - Siedlce (Zedlitz) - Składowice (Ziebendorf) - Szklary Górne (Ober Gläsersdorf) - Ustronie (Talbendorf) - Wiercień (Würtsch-Helle) - Zimna Woda (Kaltwasser) |

Weitere Ortschaften der Landgemeinde sind: Bolanów (Bohlendorf), Lubków (Lübenwalde), Łazek, Owczary (Böckey), Podgórze und Zalesie  (Friedrichshuld).

## Söhne und Töchter der Gemeinde
- Kaspar Schwenckfeld von Ossig (1490–1561), Reformator
- Nikolaus von Ballestrem (1900–1945), Montanindustrieller und Politiker (Zentrum)
- Carl Wolfgang Graf von Ballestrem (1903–1994), Industrieller